# Plataforma Movilizadora en Defensa de la Universidad Pública
La Plataforma Movilizadora en Defensa de la Universidad Pública (PMDUP) (Plataforma Mobilitzadora en Defensa de la Universitat Pública en catalán) es un marco de trabajo unitario de los y las estudiantes de Cataluña que agrupa las principales organizaciones estudiantiles del lugar (AEP, SEPC, AE, MUA...), así como la mayoría de asambleas de estudiantes. En algunos momentos a lo largo de su trayectoria, especialmente en sus inicios, también se han integrado en la Plataforma las organizaciones sindicales del profesorado y del personal de administración y servicios, aunque el peso de la organización lo ha llevado siempre el movimiento estudiantil.

## Orígenes
Formada en 1995 bajo el nombre de Plataforma en Defensa de la Universitat Pública (nombre que rápidamente incorporó el adjetivo "movilizadora" para poner énfasis en su voluntad combativa), como reacción de las organizaciones estudiantiles ante las políticas universitarias implementadas a principios de los años noventa del siglo XX (falta de financiación pública, incremento de las tasas universitarias, normativas de permanencia, masificación, privatización o eliminación de servicios...), la Plataforma se dio a conocer con la difusión del Manifest de la Campanya en Defensa de la Universitat Pública (Manifiesto de la Campaña en Defensa de la Universidad Pública), también conocido en el ámbito universitario como Manifest de la Plataforma.
Este Manifiesto fue elaborado durante el curso 1995-96 por las asambleas de estudiantes unitarias, en un amplio proceso participativo en las facultades más importantes del país, y contó con el apoyo de los representantes del personal de administración y servicios y del profesorado, siendo aprobado por los claustros de la Universidad Autónoma de Barcelona y de la Universidad Politécnica de Cataluña, entre otros organismos.
La Plataforma, a través de este Manifiesto, hacía un análisis de la situación de la universidad en Cataluña, planteaba una serie de reivindicaciones y propuestas para subsanar las deficiencias detectadas y daba a conocer cuatro objetivos principales que, hasta el día de hoy, han constituido su eje vertebrador: la reivindicación de la enseñanza pública como elemento fundamental en una sociedad avanzada; la defensa de la igualdad de oportunidades a la hora de acceder a la educación superior; un concepto de calidad universitaria entendido no partiendo de criterios puramente académicos o mercantiles sino considerando la dimensión humana y formativa del sistema universitario y la necesidad de que toda la sociedad participe en la definición del papel de la universidad pública.

## Trayectoria
La voluntad movilizadora de la Plataforma aparece desde el inicio de su actividad, con la huelga general de estudiantes universitarios de noviembre de 1995, contra la política universitaria del gobierno de la Generalidad de Cataluña y sobre la base de las reivindicaciones del Manifiesto, y con la manifestación del 26 de noviembre en Barcelona que congrega cerca de veinticinco mil asistentes, según fuentes estudiantiles.
Desde entonces se han sucedido periódicamente las movilizaciones organizadas por la Plataforma, destacando especialmente las convocadas contra el llamado Informe Bricall  a principios del año 2000; y contra la Ley Orgánica de Universidades (LOU) impulsada por el gobierno estatal del Partido Popular, a finales de 2001. 
Si exceptuamos las movilizaciones estudiantiles contra la Guerra de Irak la manifestación del 13 de noviembre de 2001, con cerca de 80.000 manifestantes, según fuentes estudiantiles, es la manifestación de estudiantes más importante que se ha realizado hasta el momento en Cataluña.
Recientemente la Plataforma ha centrado sus campañas en mostrar su posicionamiento crítico respecto a cómo se está desarrollando la creación del Espacio Europeo de Enseñanza Superior en el marco de la Unión Europea.
Paralelamente la Plataforma ha continuado con su tarea de análisis de la situación de la universidad, mediante la elaboración de nuevos documentos y la organización de jornadas de debate alrededor de la temática universitaria.

## Estructura
La estructura de la Plataforma pretende ser, esencialmente, asamblearia de base, a nivel de las facultades, con una coordinación por universidades y a nivel de toda Cataluña a partir de delegados escogidos por las asambleas de base. Los sindicatos estudiantiles que forman parte de la Plataforma no defienden dentro de la misma posicionamientos como organización sino que sus miembros participan en las asambleas al mismo nivel que el resto de estudiantes no asociados. Las decisiones se toman por consenso o, en algunos casos, por amplia mayoría, hecho que en determinadas ocasiones ha dificultado la agilidad del movimiento, pero que ha reforzado la unidad del movimiento estudiantil catalán y ha multiplicado su capacidad de movilización y de incidencia. 
- Datos: Q6078018